# براين بوفيل
براين بوفيل (بالإنجليزية: Brian Bovell)‏ هو ممثل بريطاني، ولد في 26 أكتوبر 1959 بلندن في المملكة المتحدة.

## أعمال

### أفلام
- (2015) بان[1][2][3][4]

## وصلات خارجية
- براين بوفيل على موقع IMDb (الإنجليزية)
- براين بوفيل على موقع ألو سيني (الفرنسية)
- براين بوفيل على موقع أول موفي (الإنجليزية)
- براين بوفيل على موقع قاعدة بيانات الأفلام السويدية (السويدية)
- براين بوفيل على موقع قاعدة بيانات الفيلم (الإنجليزية)
- براين بوفيل على موقع كينوبويسك (الروسية)